# Lycosa perspicua
Lycosa perspicua là một loài nhện trong họ Lycosidae.
Loài này thuộc chi Lycosa. Lycosa perspicua được Carl Friedrich Roewer miêu tả năm 1960.